# Bürger in Wut
Bürger in Wut (BIW) (dansk: Vrede borgere) er en tysk vælgerforening, der har hovedkontor i Berlin, men som siden starten i 2004 især har været aktiv i Bremen.

## Politik
Vælgerforeningen er borgerlig-konservativ med højrepopulistiske træk. BIWs mærkesager er forsvar af retsstaten, lov og orden, bekæmpelse af kriminalitet og kritik af indvandring. Vælgerforeningen opfattes som en enkeltsagsbevægelse, der ikke er ekstremistisk. 
I en kort periode sad Torsten Gross fra BIW i bestyrelsen for en stærkt højreorienteret sammenslutning af europæiske partier. Vælgerforeningen har senere meddelt, at den ikke støtter denne sammenslutning.

## Folkevalgte
Ved alle Bremens landsdagsvalg i 2007, 2011 og 2014 fik BIW valgt et medlem ind i landdagen (Bremische Bürgerschaft (Bremens Borgerrepræsentation)). Ved de kommunale valg i de samme år fik BIW valgt tre medlemmer ind i kommunalbestyrelsen i Bremerhaven (Bremerhavener Stadtverordnetenversammlung).